# Aenictus cylindripetiolus
Aenictus cylindripetiolus (лат.) — вид муравьёв-кочевников из рода Aenictus. Юго-Восточная Азия.

## Описание
Длина рабочих 2,90—3,15 мм (матка около 6 мм). Голова, включая усики, красновато-коричневая; мандибулы, мезосома, петиоль и постпетиоль темно-красновато-коричневые; брюшко и ноги желтовато-коричневые; мезосома красновато-коричневая. От близких видов отличается следующими признаками: промезонотум слабо сетчатый или поверхностно микропунктированный; усики поверхностно шагренированные; петиоль цилиндрический, явно длиннее высоты. Усики 10-члениковые. Голова и брюшко блестящие. Стебелёк между грудью и брюшком у рабочих состоит из двух члеников, а у самок и самцов — из одного (петиоль). Вид был впервые описан в 2013 году, а его валидный статус подтверждён в ходе ревизии, проведённой в 2023 году индийскими мирмекологами Таруном Дхадвалом и Химендером Бхарти (Department of Zoology and Environment Sciences, Punjabi University, Патиала, Индия). Включён в состав видовой группы Aenictus ceylonicus, крупнейшей среди всех групп рода Aenictus (в группе около 40 из примерно 200 всех его видов).